# Football Club des Girondins de Bordeaux 1977-1978
Questa voce raccoglie le informazioni riguardanti il Football Club des Girondins de Bordeaux nelle competizioni ufficiali della stagione 1977-1978.

## Maglie e sponsor
Lo sponsor tecnico per la stagione 1977-1978 è Le Coq Sportif, mentre lo sponsor ufficiale è Merlin Aquitaine.
| Manica sinistra · Maglietta · Maglietta · Manica destra · Pantaloncini · Calzettoni | Manica sinistra · Maglietta · Maglietta · Manica destra · Pantaloncini · Calzettoni |  |

## Organigramma societario
Area direttiva
- Presidente: André Sicard
- Amministratore: Claude Bez

Area tecnica
- Allenatore: Christian Montes

## Rosa
| N. |                           | Ruolo | Calciatore             |
| -- | ------------------------- | ----- | ---------------------- |
|    | Francia (bandiera)        | P     | Philippe Bergerôo      |
|    | Francia (bandiera)        | D     | Jean-François Domergue |
|    | Francia (bandiera)        | D     | Gilles Eyquem          |
|    | Francia (bandiera)        | D     | Guy Fraunié            |
|    | Francia (bandiera)        | D     | Jean-Marc Furlan       |
|    | Francia (bandiera)        | D     | Jean-Louis Lalanne     |
|    | Francia (bandiera)        | D     | Michel Le Blayo        |
|    | Francia (bandiera)        | D     | Francis Meyrieu        |
|    | Germania Ovest (bandiera) | D     | Gernot Rohr            |
|    | Francia (bandiera)        | D     | Daniel Tallineau       |
|    | Francia (bandiera)        | C     | Robert Buigues         |
|    | Francia (bandiera)        | C     | Raymond Camus          |

| N. |                     | Ruolo | Calciatore          |
| -- | ------------------- | ----- | ------------------- |
|    | Francia (bandiera)  | C     | Patrick Chancelaume |
|    | Francia (bandiera)  | C     | Jean-Marc Ferratge  |
|    | Francia (bandiera)  | C     | André Ferri         |
|    | Francia (bandiera)  | C     | Alain Giresse       |
|    | Francia (bandiera)  | C     | Philippe Goubet     |
|    | Francia (bandiera)  | C     | Pierre Mélan        |
|    | Camerun (bandiera)  | C     | Jean-Pierre Tokoto  |
|    | Francia (bandiera)  | A     | Olivier Barthou     |
|    | Francia (bandiera)  | A     | Bernard Blacquart   |
|    | Svizzera (bandiera) | A     | Daniel Jeandupeux   |
|    | Spagna (bandiera)   | A     | Alfredo Megido      |
|    | Francia (bandiera)  | A     | Gérard Saliné       |